# Ловушка для канареек
Ловушка для канареек — метод выявления утечки информации путём распространения среди подозреваемых разных версий конфиденциального документа. Основное внимание уделяется стилистическим особенностям, с расчётом на то, что подозреваемый при копировании повторит документ дословно.

Термин появился в романе Тома Клэнси «Игры патриотов», хотя сама методика была изобретена задолго до Клэнси. Данным методом в течение долгих лет пользуются спецслужбы, (среди разведчиков он обычно называется тестом бариевой каши (barium meal test)). Персонаж романа Клэнси Джек Райан так описывает разработанную им методику выявления утечки секретных документов:

Есть шесть разных вариантов заключительного параграфа, и в каждом пронумерованном экземпляре моей работы сочетание этих параграфов уникально. Существует свыше тысячи возможных комбинаций, но лишь девяносто шесть из них использованы в копиях моего доклада — и каждая копия пронумерована. Смысл в том, что заключительные параграфы столь… ну, цветисты, что ли, чтобы они служили приманкой репортёру, чтобы ему захотелось процитировать их. Стоит ему процитировать несколько строк из двух-трёх параграфов, как мы вычислим, из какой именно это копии, и, следовательно, — через кого она к нему попала. 
Более тонкий способ этой методики использует для перебора синонимов компьютерный тезаурус, таким образом делая каждую копию документа уникальной.

## Известные случаи ловушек для канареек
После непростых съёмок Звёздного пути в конце 1970-х гг. компания Paramount pictures de facto заменила Джина Родденберри как продюсера дальнейших фильмов франшизы на Харва Беннетта. Из-за большого уважения, которое испытывали к Родденберри фанаты, его оставили в качестве «исполнительного консультанта»; хотя у него не было реальной власти, он по-прежнему был задействован в творческом процессе. Фанаты часто жаловались на сюжетные повороты фильмов, например, на смерть Спока в Звёздном пути 2, против которых был и Родденберри. Поэтому, перед распространением проектов сценария к «Звёздному пути 3: в поисках Спока» Беннетт дал разным людям разные его копии. Вскоре после того, как Родденберри начал возражать против разрушения «Энтерпрайза» в кульминации фильма, жаловаться Беннетту и компании Paramount начали и поклонники. Беннетт понял, что утёкшая копия сценария была той, что он дал Родденберри, но поделать с этим ничего не мог.
После серии утечек в Тесла Моторс в 2008 г. генеральный директор компании Илон Маск, чтобы раскрыть сливающего информацию человека, послал всем своим сотрудникам слегка различающиеся электронные сообщения. Электронная почта была замаскирована под просьбу подписать новый договор о неразглашении. План провалился, поскольку главный юрисконсульт Крэйг Хардинг ответил Маску, прикрепив к письму свою версию договора и поставив в копию всех остальных сотрудников. Из-за этого каждый сотрудник смог сравнить свою версию письма с версией Хардинга и раскрыть его план. Более того, теперь у всех появилась безопасная для распространения версия письма.

## Тест бариевой каши
Согласно книге Питера Райта 1987 г. «Spycatcher», такая методика стандартно используется MI5 и другими спецслужбами в течение многих лет под названием «тест бариевой каши». Этот тест сложнее, чем ловушка для канареек, потому что он гибче и может принимать самые разнообразные формы. Однако основная его идея та же самая: раскрыть секрет подозреваемому противнику (и никому другому) и следить, есть ли признаки того, что фальшивая информация используется другой стороной. Так, можно предложить двойному агенту какие-нибудь заманчивые «приманки», например, сообщить ему, что на сайте-тайнике хранится важная информация. Тайник периодически проверяется на наличие признаков посещения. Если такие признаки есть, то это может подтвердить, что подозреваемый действительно является неприятелем.

## Встраивание информации
Встраивание значимой информации в носитель в скрытом виде принимает множество форм и обычно классифицируется по цели использования:
- Водяные знаки используются для доказательства подлинности носителя.
- Стеганография используется для скрытия секретных сообщений во внешне безобидных сообщениях.
- Экранные версии DVD часто маркируют, чтобы отследить источник несанкционированного релиза.
- Как и в случае «Звёздного пути», масштабные кино- или телепостановки часто выдают съёмочной бригаде и актёрам скрипты, у которых в каждом варианте различны одна-две строки. Если сценарий будет скопирован и просочится наружу, производители смогут понять, кто его слил. На практике это не предохраняет от утечки общей информации о сценарии, но не даёт возможности распространять его дословно.
- Для отслеживания нарушений авторских прав при незаконной перепечатке карт иногда используются улицы-ловушки, или преднамеренно фиктивные улицы.
- В словари иногда включаются ложные слова, также чтобы обнаружить копирование — в Оксфордском словаре имеется даже приложение со списком таких слов, с указанием, в каком издании какого словаря они впервые появились, и в каком впервые были продублированы.

## В популярной культуре
- Ловушка для канареек использовалась и в более раннем романе Клэнси, Without Remorse, когда сотрудник ЦРУ изменяет доклад для сенатора, раскрывая, кто сдаёт информацию в КГБ. Разным подозреваемым выдавались разные варианты доклада.
- Тест бариевой каши применялся в книге Роберта Литтела «Компания», а позже и в одноимённом телесериале
- Данная методика (без названия) использовалась в 1970-х гг. в сериале BBC1990. Та же неназванная методика появилась также в книге Ирвинга Уоллеса «Слово» (1972 г.).
- Вариация ловушки для канареек использовалась в фильме «Полиция Майами: отдел нравов», с различными датами рандеву, просочившимся к разным группам.
- В финале третьего сезона сериала «Менталист» герои используют ловушку для канареек (предоставив разным подозреваемым различную информацию о номере комнаты в гостинице) для выявления крота. Подобная уловка используется и в сериале «Прах к праху».
- В «Битве королей», второй книге «Песни льда и пламени», Тирион Ланнистер пользуется этой ловушкой, чтобы выяснить, кто из членов королевского Тайного Совета шпионит в пользу его сестры, Королевы-регентши Серсеи Ланнистер. Великому Мейстеру Пицелю он рассказывает о заговоре с целью выдать его племянницу, Принцесса Мирцеллу, замуж за князя Тристана из могущественного дома Мартеллов из Дорна. Мизинцу он говорит, что вместо этого он пошлёт Мирцеллу на воспитание к Лизе Аррен и выдаст замуж за её сына Роберта. Варису он выдаёт свой план отправить племянника Томмена к Мартеллам. Когда Серсея в споре с ним говорит, что знает о его плане отправить Мирцеллу в Дорн, Тирион узнает, что шпион — Пицель.
- Распространяя фильм Broken среди своих друзей, Трент Резнор утверждал, что пометил записи водяными знаками в помехами в определённых местах, чтоб можно было определить источник возможной утечки.
- В фильме «The Heat» ловушка для канареек используется наркоторговцами для проверки лояльности вернувшегося члена, брата детектива Маллинс.
- В романе Бориса Акунина «Статский советникЪ» Фандорин сообщает разным героям разную информацию о месте встречи (разные номера кабинетов в банях), пытаясь выяснить, от кого из фигурантов утекает информация к террористам. Это также можно считать способом применения «ловушки для канареек».